# إسلام جمال (لاعب كرة قدم، مواليد 1994)
إسلام جمال محمد سليمان لاعب كرة قدم مصري في مركز الجناح الأيسر ، ويلعب حاليًا لنادي طلائع الجيش.

وقد انضم إلى نادي طلائع الجيش في صفقة انتقال حر لمدة ثلاثة مواسم بعد انتهاء مدة إعارته لنادي غزل المحلة ، وفي 2015 انضم أيضًا إلى معسكر المنتخب الأوليمبي ؛ استعدادًا لنهائيات الألعاب الأفريقية بالكونغو.

## إحصائيات مشاركاته
آخر تحديث في 26 يوليو 2018

### مع الأندية
| الفريق         | الموسم    | الدوري  | الدوري | الكأس   | الكأس | البطولات القارية | البطولات القارية | بطولات أخرى | بطولات أخرى | الإجمالي | الإجمالي |
| الفريق         | الموسم    | مشاركات | أهداف  | مشاركات | أهداف | مشاركات          | أهداف            | مشاركات     | أهداف       | مشاركات  | أهداف    |
| -------------- | --------- | ------- | ------ | ------- | ----- | ---------------- | ---------------- | ----------- | ----------- | -------- | -------- |
| الأسيوطي سبورت | 2014–2015 | 24      | 2      | 0       | 0     | —                | —                | —           | —           | 24       | 2        |
| الأسيوطي سبورت | الإجمالي  | 24      | 2      | 0       | 0     | —                | —                | —           | —           | 24       | 2        |
| سموحة          | 2015–2016 | 0       | 0      | 0       | 0     | —                | —                | —           | —           | 0        | 0        |
| سموحة          | الإجمالي  | 0       | 0      | 0       | 0     | —                | —                | —           | —           | 0        | 0        |
| غزل المحلة     | 2015–2016 | 20      | 0      | 0       | 0     | —                | —                | —           | —           | 20       | 0        |
| غزل المحلة     | الإجمالي  | 20      | 0      | 0       | 0     | —                | —                | —           | —           | 20       | 0        |
| طلائع الجيش    | 2016–2017 | 15      | 1      | 3       | 0     | —                | —                | —           | —           | 18       | 1        |
| طلائع الجيش    | 2017–2018 | 28      | 1      | 1       | 0     | —                | —                | —           | —           | 29       | 1        |
| طلائع الجيش    | الإجمالي  | 43      | 2      | 4       | 0     | —                | —                | —           | —           | 47       | 2        |